# Cody Wilson
Cody Rutledge Wilson (né le 31 janvier 1988) est un Américain défenseur du crypto-anarchisme et étudiant en droit. En 2012 il est considéré comme l'une des 15 personnes les plus dangereuses du monde par le magazine Wired. En 2015 et 2017, Wired a désigné Cody Wilson comme l'une des cinq personnes les plus dangereuses sur Internet, et en 2019, l'a nommé l'une des personnes les plus dangereuses sur Internet de la décennie,,.

## Biographie
Né le 31 janvier 1988 à Little Rock dans l'Arkansas, Cody Wilson était président du corps étudiant de la Cabot High School à Cabot dans l'Arkansas avant d'obtenir son diplôme en 2006.
Cody Wilson est diplômé de l'université de Central Arkansas (UCA) avec un baccalauréat en anglais en 2010, où il a obtenu une bourse. À l'UCA, Cody Wilson était membre de la fraternité Sigma Phi Epsilon et a été élu président de l'Association gouvernementale étudiante de l'UCA. Il s'est rendu en Chine dans le cadre du programme d'études à l'étranger de l'UCA.
En 2012, il a étudié à la faculté de droit de l'université du Texas, mais a quitté l'établissement en mai 2013 après deux ans.

## Carrière

### Defense Distributed
En 2012, il fonde la Defense Distributed, une association à but non lucratif qui développe et publie des armes à feu open source imprimables par impression 3D,,.

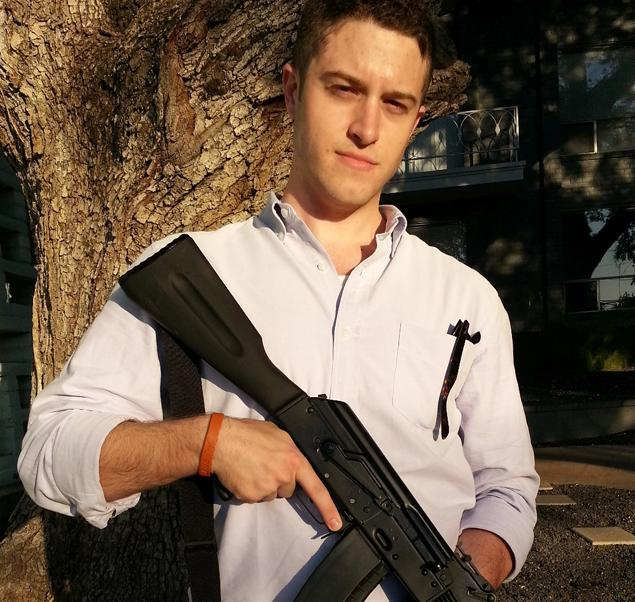
Cody Wilson en 2012 au Texas.

Cody Wilson est particulièrement connu pour avoir créé le Liberator, une arme à feu imprimable à l'aide d'une imprimante 3D. Le Liberator est une petite arme pouvant tirer jusqu'à une dizaine de balles avant que celle-ci n'explose (dû aux imperfections et à la chaleur provoquée à la suite des frottements de la balle). Cette arme, imprimée en 3D, n'a donc pas de numéro de série. De plus, elle est fabriquée en plastique, elle n'est donc pas détectable par les détecteurs de métaux dans les aéroports et autres lieux publics. Chaque personne possédant une imprimante 3D peut l'imprimer en possédant le fichier.

### Dark Wallet
En 2013, Cody Wilson et Amir Taaki ont commencé à travailler sur un portefeuille de crypto-monnaie Bitcoin appelé Dark Wallet, un projet par lequel il prévoyait d'aider à anonymiser les transactions financières. Il est apparu au nom du projet Dark Wallet au festival SXSW à Austin, Texas en 2014.

### Bitcoin Foundation
Le 4 novembre 2014, Cody Wilson a annoncé dans une interview qu'il se présenterait aux élections pour un siège au conseil d'administration de la Bitcoin Foundation, dans le « seul but de détruire la Fondation ». Et Cody Wilson a déclaré :« Je me présenterai sur une plate-forme de dissolution complète de la Bitcoin Foundation et je commencerai et terminerai chacune de mes déclarations publiques par ce message ».

### Hatreon
En 2017, il fonde Hatreon, une plate-forme de financement participatif de l’alt-right américaine.  
Le site a attiré des personnalités notables de l'alt-right et du néo-nazi, dont Andrew Anglin (en) et Richard B. Spencer. Alors que Cody Wilson a déclaré que les clients de Hatreon comprenaient « des femmes de droite, des personnes de couleur et des personnes transgenres », Bloomberg News a rapporté que la plupart des dons étaient allés à des suprémacistes blancs. 

## Idéologie
Il se définit comme « un homme de gauche, à tendance anarchiste [...] l’héritier de la grande tradition révolutionnaire internationale : pour que le peuple puisse faire la révolution, il doit d’abord pouvoir s’armer librement ». 

## Affaires judiciaires

### Agression sexuelle
Le 28 décembre 2018, Cody Wilson a été inculpé d'agression sexuelle après une relation sexuelle avec une mineure qu'il a rencontré sur SugarDaddyMeet.com, un site Web qui met en relation des femmes adultes plus jeunes avec des hommes plus âgés. Il a été accusé d'avoir commis un crime au deuxième degré en payant 500 $ à une jeune fille de 16 ans pour des relations sexuelles dans une chambre d'hôtel à Austin, au Texas, en août 2018.
L'avocat de la défense de Cody Wilson, F. Andino Reynal, a déclaré que son client pensait que la jeune fille était une adulte consentante. SugarDaddyMeet.com exige que les utilisateurs déclarent qu'ils ont au moins 18 ans avant de pouvoir créer un compte.

### Mandat d'arrêt
Lorsque la police a émis un mandat d'arrêt contre lui, Cody Wilson se trouvait à l'étranger, à Taipei, à Taïwan. Cody Wilson a été accusé de violation de l'immigration par l'Agence nationale de l'immigration taïwanaise (NIA) et il a été expulsé vers les États-Unis, où son passeport a été révoqué par le gouvernement américain. Après avoir été renvoyé aux États-Unis par le United States Marshals Service le 23 septembre 2018, il a été libéré moyennant une caution de 150 000 $ de la prison du comté de Harris à Houston, au Texas.

### Accusation inconnu du grand public
Le 9 août 2019, Cody Wilson a accepté un jugement différé en échange de plaider coupable à une accusation. Il a été condamné à sept ans de probation, 475 heures de travaux d'intérêt général et à une amende de 1 200 $. À la fin de sa probation en 2022, les accusations et le dossier de Cody Wilson ont été rejetés.

## Filmographie
- 2013 : After Newtown: Guns in America : lui même
- 2014 : Print the Legend : lui même
- 2015 : Deep Web : lui même
- 2015 : No Control : lui même
- 2017 : The New Radical : lui même
- 2023 : Death Athletic: A Dissident Architecture : lui même

### Producteur
- 2020 : TFW NO GF de Alex Lee Moyer.